# Домусчи, Стефан Михайлович
Стефан Михайлович Домусчи (6 сентября 1934, Кулевча) — священник Русской православной церкви, заслуженный художник Российской Федерации, почетный гражданин города Борисоглебска.

## Биография
Родился 6 сентября 1934 года в селе Кулевча, в то время в румынской Бессарабии. Потомок выходцев из Болгарии. В 1957 г. окончил Одесскую духовную семинарию. В 1961 г. окончил Московскую Духовную Академию со степенью кандидата богословия и приехал в Борисоглебск. В 1969 г. был назначен настоятелем Борисоглебского Знаменского собора. В 1972 г. окончил Заочный народный университет искусств им. Н. К. Крупской. В 1991 г. награждён премией «За подвижничество в культуре». В мае 2005 г. присвоено звание «Заслуженный художник России».

## Искусство
Живописью Стефан Домусчи увлекся в детстве. Выбор между профессией художника и священника завершился в пользу последнего потому, что профессия художника предполагала отказ от религии. Избрав стезю священника, он обогатил свой талант гранями церковной живописи. Во время учёбы в МДА дополнительно учился иконописи у Марии Соколовой, основательницы Иконописной школы при МДА, а его выпускная работа была посвящена православным мотивам в живописи Александра Иванова. Кисти Стефана Домусчи принадлежат многие иконы и фрески Знаменского Собора и других храмов в г. Борисоглебске. Религия и искусство в жизни Стефана Домусчи неразрывно связаны воедино, и выбор в пользу религии в отрицательно относившемся к вере СССР надолго поставил для него крест на работе художника. В 1989 году запрет на работу и выставки был снят в связи с изменением политического режима, и художник получил возможность работать и выставляться. С тех пор состоялось более сорока персональных выставок в разных городах и странах, работы отца Стефана находятся в храмах, в церковных, государственных и частных коллекциях России, Америки, Германии, Нидерландов. В мае 2005 года президент страны подписал указ о присвоении Стефану Михайловичу Домусчи звания заслуженного художника России.

### Сноски
1. ↑  Полуэктова О., Чурикова Е. Художественное наследие земли Борисоглебской: творчество С. М. Домусчи : реферат электронный ресурс Архивная копия от 21 января 2015 на Wayback Machine

### Книги, статьи, альбомы
- Федоров М. И. Почетный гражданин: рассказы: фотоальбом. — Воронеж : Воронежская областная типография — Издательство им. Е. А. Болховитинова, 2014. — 144 с. — Содерж.: Рассказы: Художник от Бога; По дороге в Чигорак. Фотоальбом. ISBN 978-5-4420-0309-3
- Федоров М. Стефан Домусчи: рассказы: фотоальбом. — Воронеж: Воронежская областная типография — Издательство им. Е. А. Болховитинова, 2015. — 262 с. — (Замечательные люди Воронежского края). — Содерж.: Рассказы: Художник от Бога; По дороге в Чигорак ; Многая лета, батюшка!; Передвижник из Борисоглебска; Соломинка; Андрей Рублев. Фотоальбом. ISBN 978-5-4420-0368-0